# Stall (Austria)
Stall è un comune austriaco di 1 607 abitanti nel distretto di Spittal an der Drau, in Carinzia.